# Małgorzata Raciborówna
Małgorzata raciborówna (ur. najp. w okr. 1142–1145, zm. przed 1197/1198) – księżniczka pomorska, córka Racibora I, księcia pomorskiego i Przybysławy; żona Bernarda I, hrabiego Ratzeburga.

## Życiorys
Jej imię znane jest z kroniki Arnolda z Lubeki (łac. Arnoldus Lubecensis), który w treści przekazał informację m.in. o małżeństwie z Bernardem I, hrabią Ratzeburga. Kronikarz zaznaczył również, że mariaż ów miał zapewnić pokój hrabstwu. Do ślubu doszło w okresie lat 1155–1160 w Ratzeburgu. Małżeństwo zostało prawdopodobnie zawarte w tamtejszym kościele katedralnym.
Para doczekała się trojga synów: Wolrada (Volrada), Henryka oraz Bernarda II, kanonika magdeburskiego. Dwaj starsi synowie Małgorzaty wraz z ojcem brali udział w walkach ze Słowianami połabskimi. Polegli w bitwach w 1180 (Wolrad) i 1190 (Henryk). Najmłodszy Bernard II po uzyskaniu dyspensy papieskiej w 1190 objął hrabstwo ratzeburskie. Publikacje niemieckojęzyczne podają, że data przejęcia władzy wiązała się również ze śmiercią ojca Bernarda I. Tymczasem istnieją dokumenty źródłowe, które potwierdzają jego życie jeszcze 8 lutego 1194 (L. Lammert).
O Małgorzacie pozostało niewiele informacji. Zmarła przed 1197/1198 i została pochowana w kościele katedralnym w Ratzeburgu.

## Genealogia
| Świętobor? ur. ? zm. ? | Świętobor? ur. ? zm. ? |                                               |                                               | NN ur. ? zm. ? | NN ur. ? zm. ? |  |  | Jarosław Świętopełkowic? ur. ok. 1072 zm. V 1123 | Jarosław Świętopełkowic? ur. ok. 1072 zm. V 1123 |                                                |                                                | Rogneda? (c. Mścisława I Wielkiego) ur. ? zm. ? | Rogneda? (c. Mścisława I Wielkiego) ur. ? zm. ? |
|                        |                        |                                               |                                               |                |                |  |  |                                                  |                                                  |                                                |                                                |                                                 |                                                 |
|                        |                        |                                               |                                               |                |                |  |  |                                                  |                                                  |                                                |                                                |                                                 |                                                 |
|                        |                        | Racibor I ur. ok. 1110, zm. 7 V 1155 lub 1156 | Racibor I ur. ok. 1110, zm. 7 V 1155 lub 1156 |                |                |  |  |                                                  |                                                  | Przybysława ur. 1113–1118 zm. po 1155 lub 1156 | Przybysława ur. 1113–1118 zm. po 1155 lub 1156 |                                                 |                                                 |
|                        |                        |                                               |                                               |                |                |  |  |                                                  |                                                  |                                                |                                                |                                                 |                                                 |
|                        |                        |                                               |                                               |                |                |  |  |                                                  |                                                  |                                                |                                                |                                                 |                                                 |
|                        |                        |                                               |                                               |                |                |  |  |                                                  |                                                  |                                                |                                                |                                                 |                                                 |

|                                          |                                          | Bernard I ur. ok. 1140 zm. 1194 lub 1195 OO w okr. 1155–1160 | Bernard I ur. ok. 1140 zm. 1194 lub 1195 OO w okr. 1155–1160 | Małgorzata raciborówna (ur. najp. w okr. 1142–1145, zm. przed 1197/1198) | Małgorzata raciborówna (ur. najp. w okr. 1142–1145, zm. przed 1197/1198) |  |  |  |  |
|                                          |                                          |                                                              |                                                              |                                                                          |                                                                          |  |  |  |  |
|                                          |                                          |                                                              |                                                              |                                                                          |                                                                          |  |  |  |  |
|                                          |                                          |                                                              |                                                              |                                                                          |                                                                          |  |  |  |  |
| Bernard II ur. ? zm. na przeł. 1197/1198 | Bernard II ur. ? zm. na przeł. 1197/1198 | Henryk ur. ? zm. ok. 1190                                    | Henryk ur. ? zm. ok. 1190                                    | Wolrad (Volrad) ur. ? zm. ok. 1180                                       | Wolrad (Volrad) ur. ? zm. ok. 1180                                       |  |  |  |  |